# Régime alimentaire d'exclusion dans la schizophrénie
Un régime alimentaire d'exclusion dans la schizophrénie consiste, pour une personne souffrant d'un trouble du spectre de la schizophrénie, à exclure un plus ou moins grand nombre d'aliments de son régime alimentaire ou à jeûner en vue d'un bénéfice en matière de santé physique ou mentale. 
Si les régimes alimentaires permettant une perte de poids corporel ont montré leur efficacité, il n'existe pas de preuves d'efficacité des régimes d'exclusion ni des jeûnes sur les symptômes de la psychose, sur la cognition et sur la qualité de vie. 

## Contextualisation
La schizophrénie est une maladie chronique, qui a des retentissements importants sur la personne qui en souffre (soit environ 1 % de la population), et sur son entourage.
En 2013, Salvatore Dipasquale (psychiatre au King's College de Londres) et son équipe effectuent une recension systématique de la littérature scientifique consacrée à l'alimentation des patients souffrant de schizophrénie : à partir de 783 articles, ils déterminent que « les patients atteints de schizophrénie ont une mauvaise alimentation, principalement caractérisée par une forte consommation de graisses saturées et une faible consommation de fibres et de fruits. Un tel régime est plus susceptible d'augmenter le risque de développer des anomalies métaboliques ».

## Efficacité des régimes alimentaires d'exclusion et des jeûnes
En 1974, le Dr Allan Cott a, sur la base des expériences du Dr Youri Sergueïevitch Nikolaïev qui a fait jeûner plus de 10 000 patients et de ses propres expériences, conclu que cela leur permettrait d'arrêter de prendre des médicaments,.
Cependant, ces hypothèses concernant des bénéfices du jeûne n'ont pas été confirmées par les études scientifiques plus récentes. 
En 2015, Mounir H. Fawzi (psychiatre à l'université de Zagazig) et ses collègues suivent 100 hommes Musulmans souffrant de schizophrénie pendant le jeûne du Ramadan ; ils en concluent qu « les patients schizophrènes qui jeûnent augmentent et ne diminuent pas leurs apports alimentaires », que « le jeûne a un impact négatif », et que « les effets du jeûne sont plus importants chez les patients schizophrènes présentant un syndrome métabolique » ; ces chercheurs en concluent à une nécessité de « se concentrer davantage sur l'éducation nutritionnelle ».
En raison de l'hétérogénéïté des causes de la schizophrénie, Megan Anne Arroll et son équipe estiment peu probable qu'une intervention nutritionnelle « universelle » soit découverte un jour comme bénéfique à la totalité des patients.
D'après une recension de la littérature scientifique effectuée par Monique Aucoin (université de Toronto) et son équipe en 2020, il existe des preuves d'efficacité pour les interventions nutritionnelles visant une perte de poids corporel chez un patient souffrant de schizophrénie, mais le niveau de preuve est insuffisant en ce qui concerne les symptômes de la psychose, la cognition et la qualité de vie. L’hétérogénéité des études, la trop faible taille des échantillons et le mélange entre modification de régime alimentaire et modification du mode de vie ne permettent donc pas de conclure à l'efficacité de ces modifications alimentaires.